# Església Matriu de la Concepción
L'església Matriu de la Concepción, és un temple catòlic situat a la ciutat de Santa Cruz de Tenerife (Canàries, Espanya). Aquesta església és el principal temple i església matriu de la ciutat, raó per la qual és anomenada la catedral de Santa Cruz per molts habitants de la ciutat, malgrat no ser una catedral ni basílica, doncs la catedral de la diòcesi de Tenerife, és la catedral de San Cristóbal de La Laguna.

## Història
Aquesta església va ser edificada sobre la primera ermita que van construir els conqueridors espanyols després del desembarcament en les costes d'Añazo -(Santa Cruz de Tenerife-.
En 1500 s'inicien les obres per construir una església dedicada a la Santa Creu fundada pel pare Juan Guerra. Va ser una de les primeres esglésies que es van construir a l'illa de Tenerife. Concretament, l'Església de la Concepció de Santa Cruz va ser construïda al costat del lloc on es va celebrar la primera missa cristiana constatada a l'illa de Tenerife després de la fundació de la ciutat de Santa Cruz de Tenerife. L'Església de la Concepció de Santa Creu és la parròquia matriu de la ciutat i el municipi de Santa Cruz de Tenerife.
Cap a 1638 la parròquia va canviar el nom original de Santa Cruz pel de la Nostra Senyora de la Concepció, encara que mantenint sempre la seva localització actual i primigènia. De fet les festes dedicades a aquesta imatge no comencen fins a mitjans del segle xvii, moment en el qual també es va formar la seva confraria. En 1652 és arrasada per un incendi i reconstruïda a l'any següent. La torre no obstant això és de l'any 1786.
Amb el pas dels anys i la reconstrucció del segle xvii es va anar ampliant. Definitivament va quedar amb planta de creu llatina, cinc naus, capelles laterals, i creuer amb cúpula. Es va edificar en maçoneria, decorant-se en pedra basàltica fosca les cantonades de l'edifici, la torre i la façana principal. Està advocada a la Immaculada Concepció de la Mare de Déu i a la Santa Creu.
Des de la dècada del 1930 fins a 1996 el temple va estar regentat per la Companyia de Jesús, data en la qual va acabar la seva restauració sota la direcció de l'arquitecte don José Miguel Márquez Zárate, obrint-se de nou al públic el 8 de desembre de l'any esmentat.

## Descripció

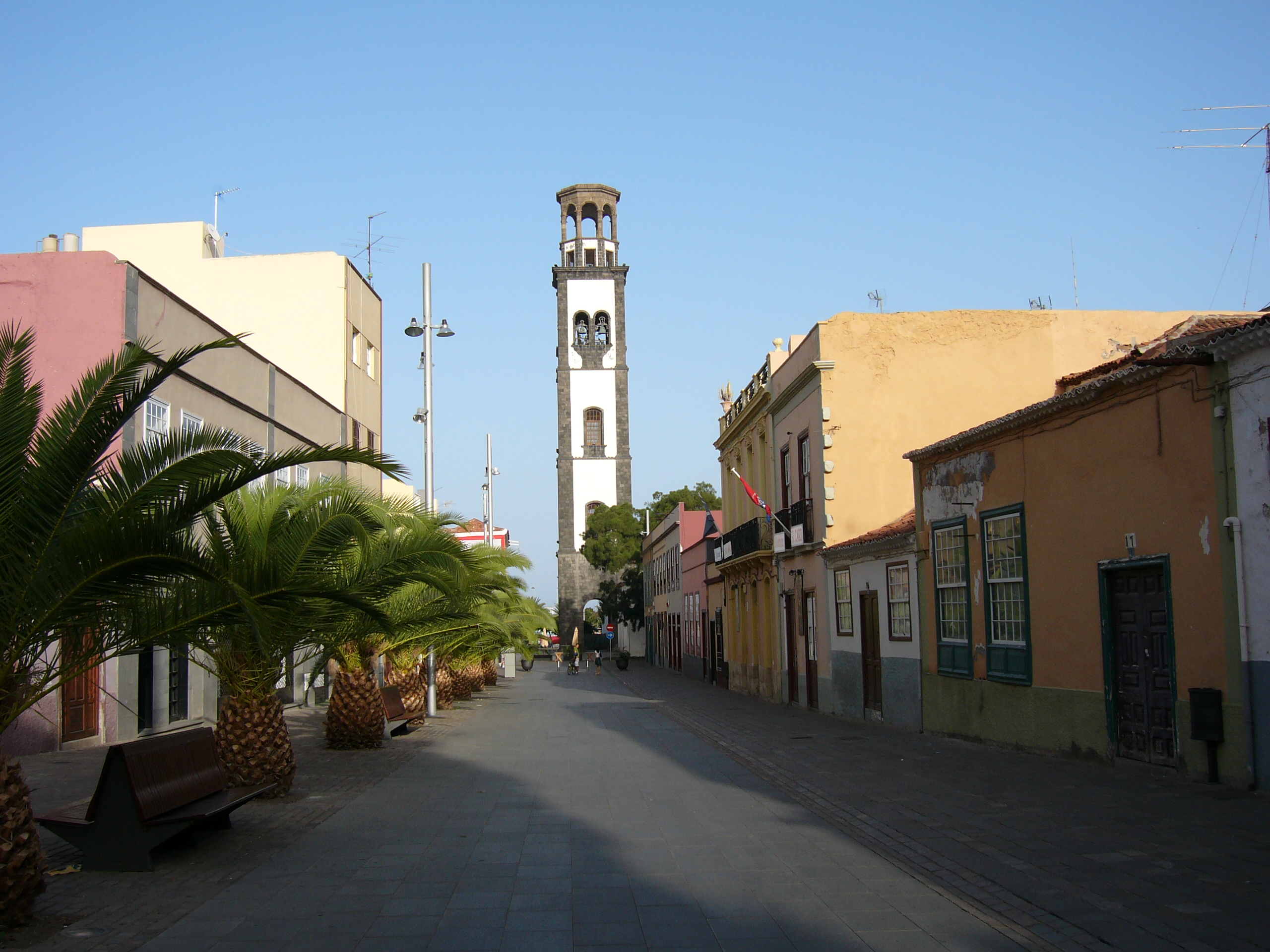
Vista des del carrer de l'església Matriu de la Concepción.

És una mostra del barroc canari, d'estil toscà, destaca per ser l'única església de cinc naus a Canàries, producte de l'ampliació que ha sofert al llarg de la història, entre els seus elements més destacats es troba sobretot la seva alta torre -és la més alta d'un edifici religiós a la capital- i les balconades canàries que es troben en la façana principal, a l'església es troba protegida la Santa Creu Fundacional de Santa Cruz de Tenerife que va clavar Alonso Fernández de Lugo després de desembarcar a l'antiga platja propera a la posterior església. Aquesta creu es troba en un lateral de l'altar major de l'església, emmarcada en una urna de cristall en forma de creu, el contorn de la qual és de plata. Es troben a l'església de la Concepción moltes làpides i tombes pertanyents a homes amb influència en la història d'aquesta ciutat. El sostre interior està cobert per artesonats mudèjars. L'Altar Major és d'estil barroc-xorigueresc, presidit pel camarí que guarda la imatge de la Immaculada Concepción, titular i patrona de la parròquia matriu, obra de candeler de l'escultor Fernando Estévez de Salas.
Destaca l'orgue de la casa Bevington and Sons, portat de Londres i adquirit l'any 1862, representa un clar exponent de l'orgueneria anglesa del segle xix.
En aquesta església es troba la imatge venerada de María Santíssima de l'Esperança Macarena de Santa Cruz de Tenerife, acompanyada de El nostre Pare Jesús Captiu de la confraria de la Macarena de Santa Cruz de Tenerife. Al costat del retaule de Jaume el Major -sant patró de la ciutat es troba una icona de la Verge del Perpetu Socors. Destaca a més el Santíssim Crist del Bon Viatge, que pren el seu nom dels comiats dels emigrants a Amèrica amb peticions de realitzar un bon viatge i tenir sort en el mateix.
La capella de la família Carta data de l'any 1740 està situada en el pas que de la capçalera de la nau de l'Epístola condueix a la sagristia major. Va ser el capità Matías Rodríguez Carta qui va manar a construir aquesta capella com un panteó familiar, arran d'haver obtingut l'autorització de les autoritats eclesiàstiques en 1738. Aquesta capella és un dels grans tresors de l'església.
En l'altar de la Verge del Carme pot veure's una relíquia, la canilla de Sant Climent I de Roma, papa i màrtir, regal del Senyor Sidotti. Així mateix un tros de fusta de la mateixa creu en què va morir Jesucrist, el que està incrustat en la petita creueta que es dona a besar als fidels el dia 3 de maig.
En la capella de Jaume el Major -patró de la ciutat- es tanquen en un armari les dues banderes angleses que els de Tenerife van agafar a les tropes de l'almirall Horatio Nelson, en l'atc que amb la seva gent va donar a Santa Cruz de Tenerife el 25 de juliol de 1797.
En l'altar de Sant Joan Nepomucè existeix la petita imatge gòtica de la Verge de la Consolació -històrica patrona de Santa Cruz de Tenerife-, de mèrit històric, doncs va ser la mateixa que Alonso Fernández de Lugo va col·locar en l'ermita d'aquest nom, va ser la primera Verge que es va venerar en Santa Cruz.

## Capelles

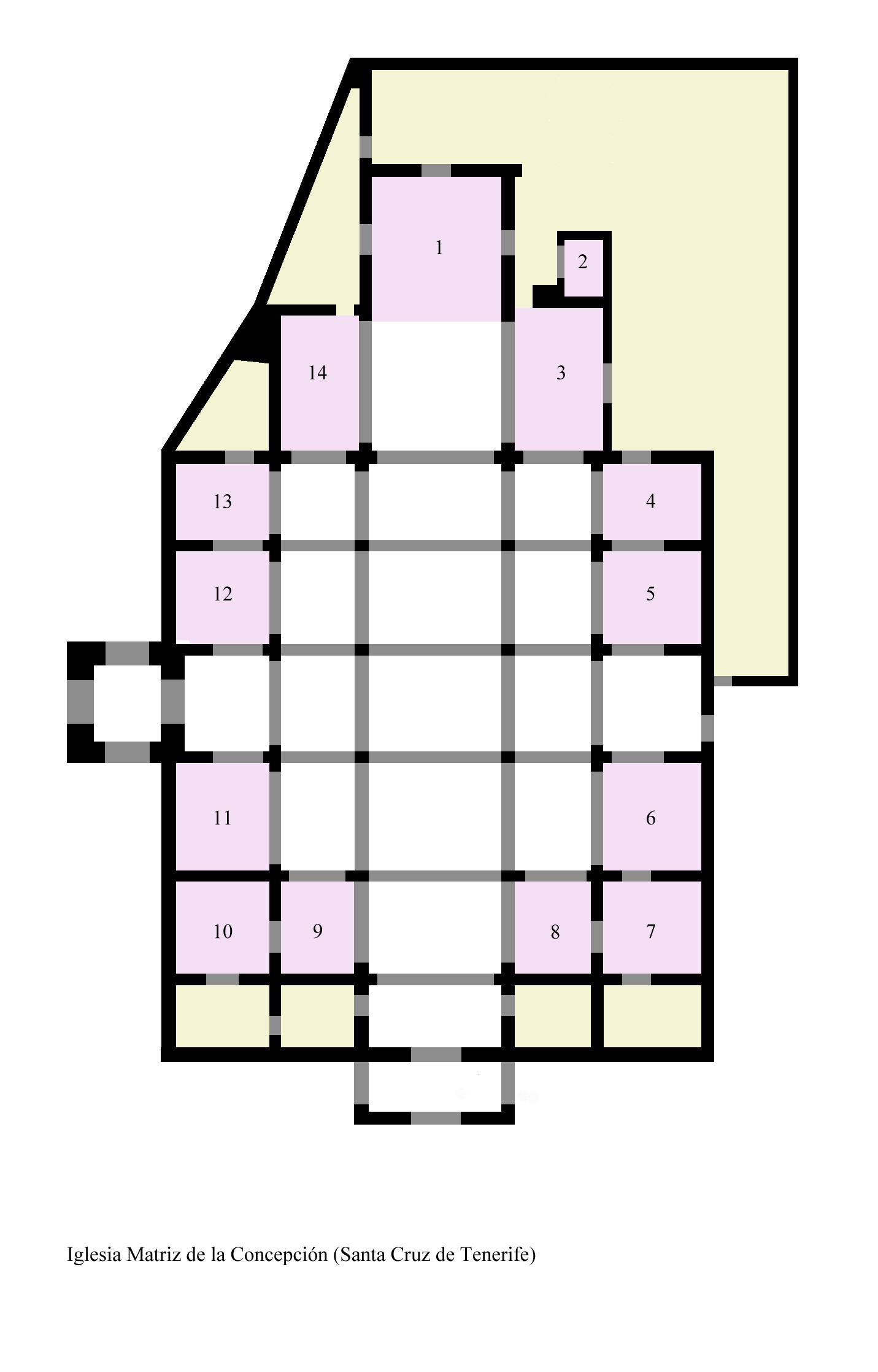
Plànol de l'església de la Concepción.

Actualment l'església de la Concepción compta amb catorze capelles. Són les següents:
- 1: Capella major.
- 2: Capella de San Maties.
- 3: Capella de la Solitud.
- 4: Capella de La nostra Senyora del Carme.
- 5: Capella de Sant Antoni de Pàdua.
- 6: Capella de Sant Joan Nepomucè -Nostra Senyora de Candelaria-.
- 7: Capella de Sant Pere.
- 8: Capella d'Ecce Homo.
- 9: Capella d'Ànimes.
- 10: Capella bautismal.
- 11: Capella de Sant Josep.
- 12: Capella de Santiago.
- 13: Capella de Sant Francesc Xavier.
- 14: Capella del Calvari.

## Efemèrides
En octubre de 2002, aquest temple va acollir la imatge de la Verge de la Candelaria de les Illes Canàries -patrona de Canàries-, durant la visita de la imatge a aquesta ciutat sent la primera visita del segle i del mil·lenni de la imatge a la ciutat cabdal. La imatge va romandre en aquesta església matriu durant 14 dies entre el 12 i el 26 d'octubre de 2002, fins a aquest moment feia més de 30 anys que la patrona canària no visitava aquest temple, doncs l'última vegada havia estat en 1965. La propera ocasió en què la Verge Moreneta visitarà l'església matriu de la Concepción de Santa Cruz serà en 2018.

## Galeria fotogràfica

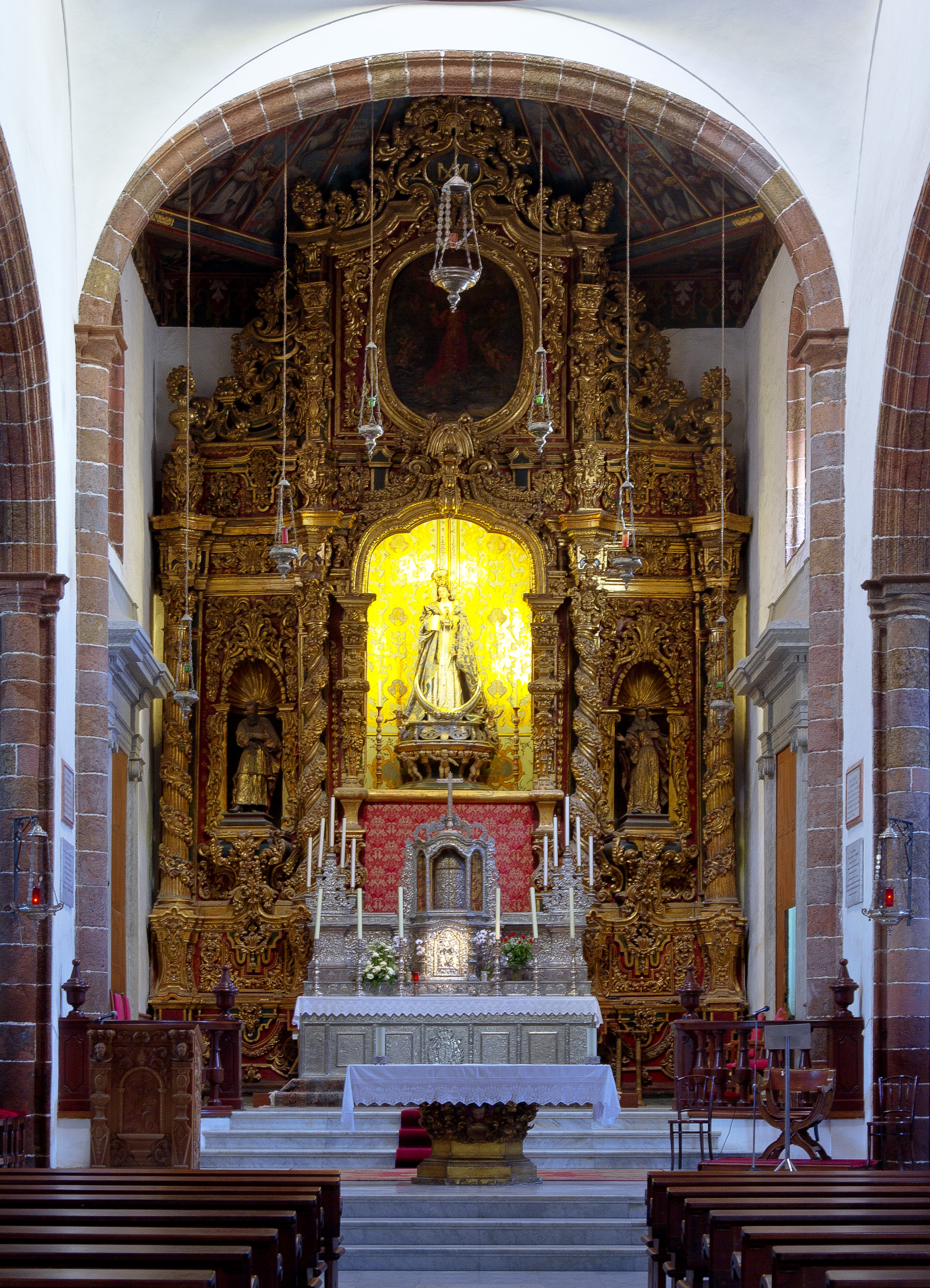
Altar Mayjr de l'església, destaca en el camarí la imatge de la Immaculada Concepció, una talla realitzada per l'escultor Fernando Estévez.
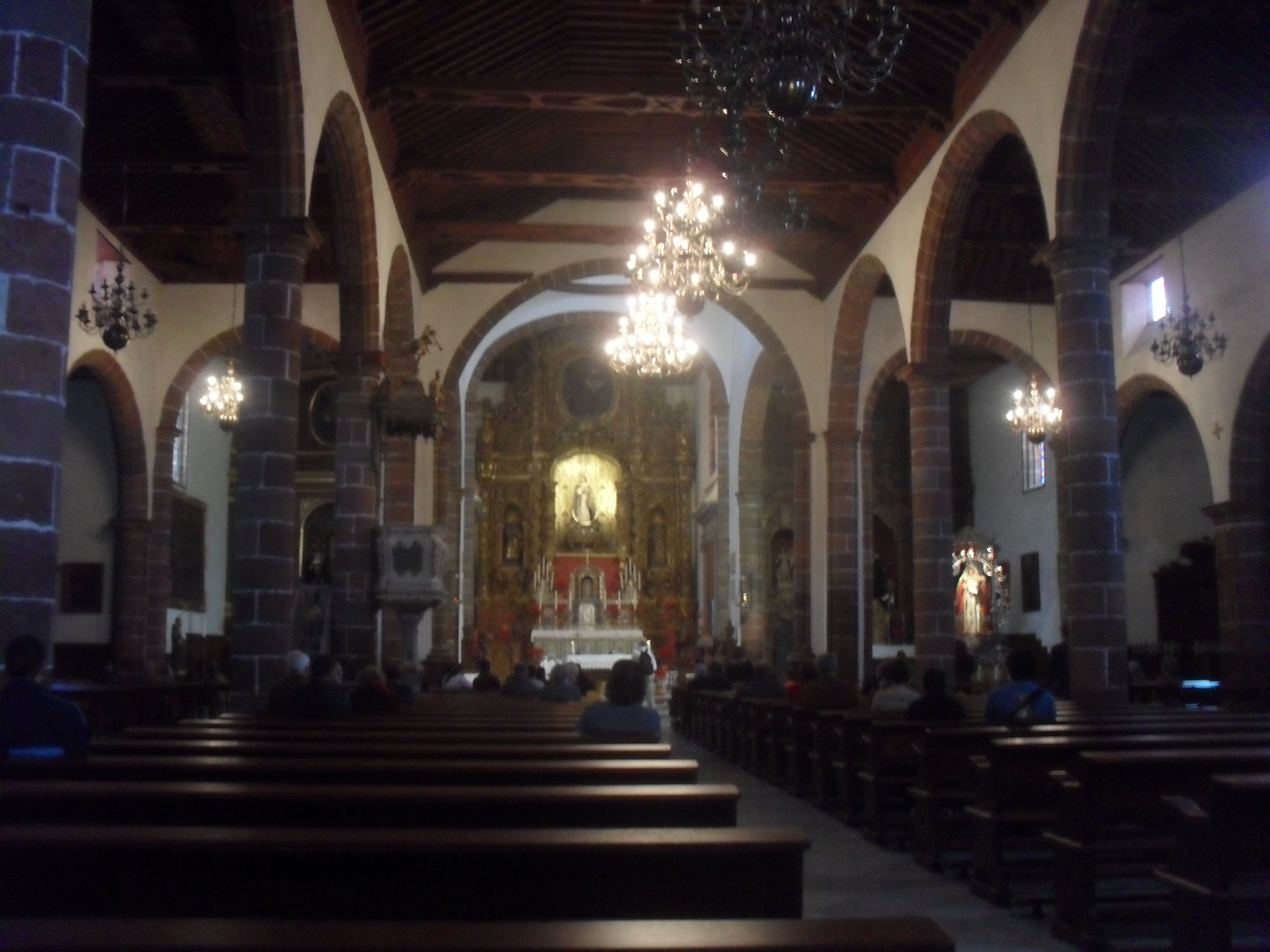
Interior i naus de l'església de la Concepció.
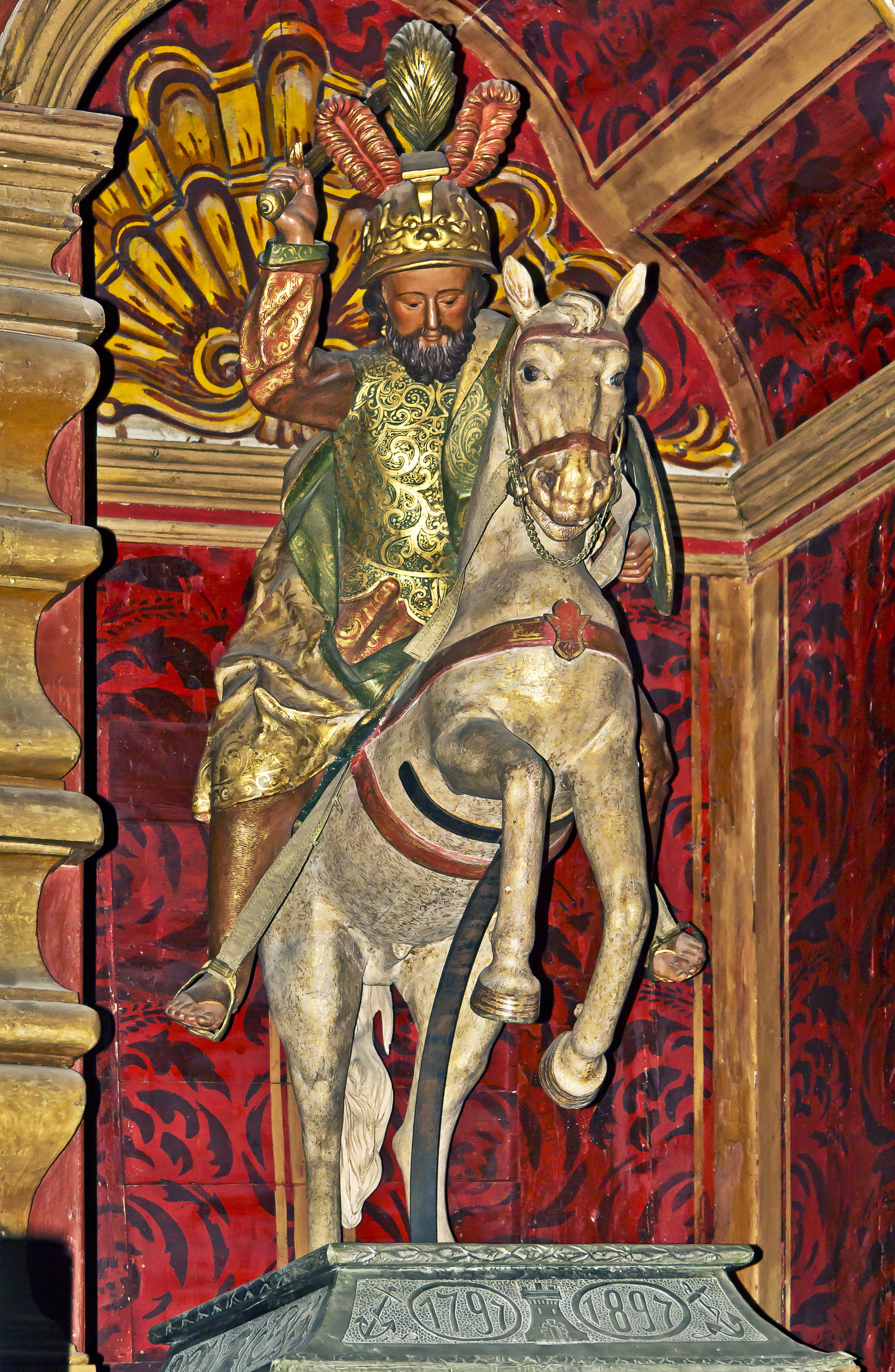
Imatge de Santiago el Major, sant patró de Santa Cruz de Tenerife.
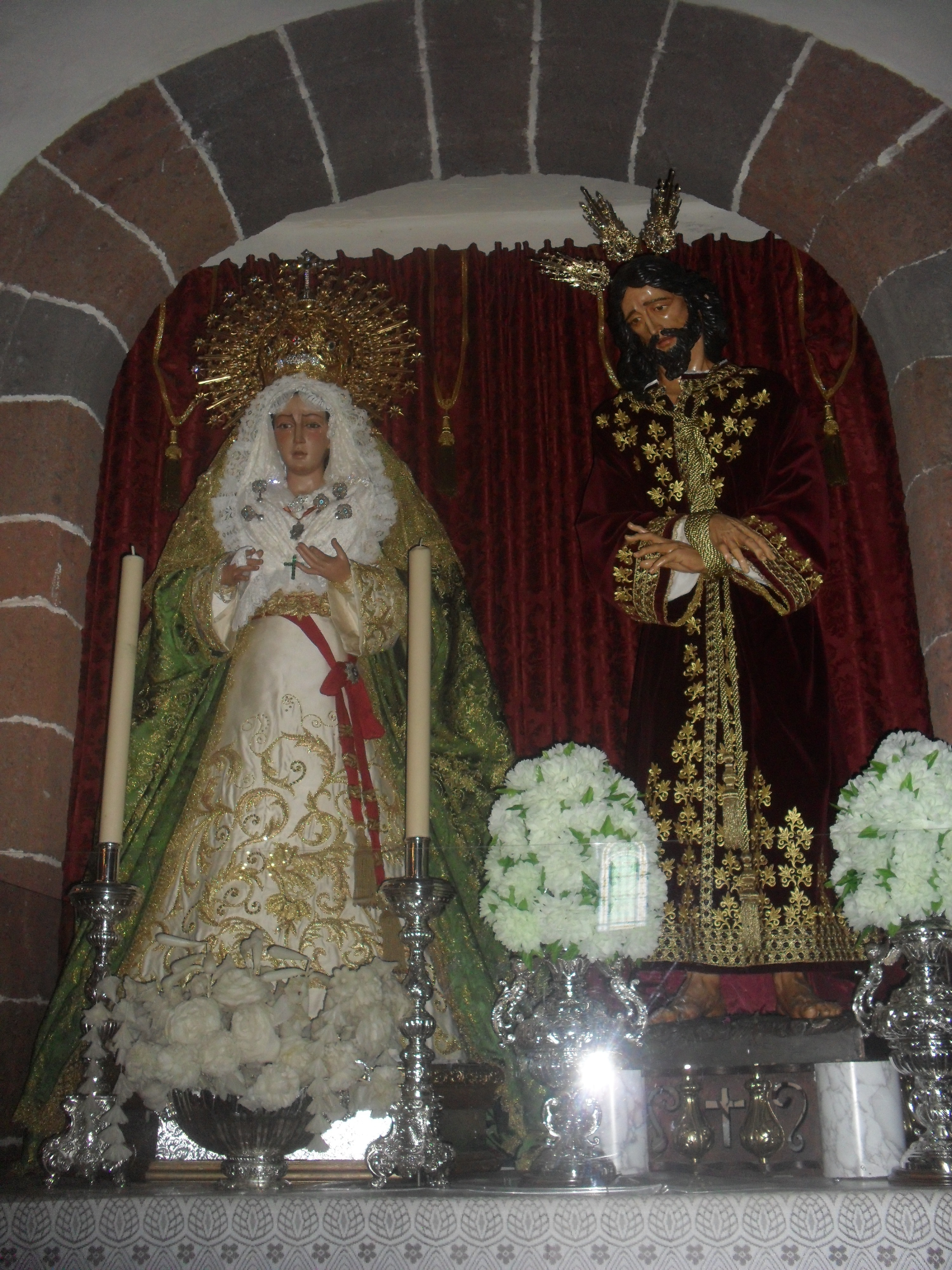
Imatges del Nostre Padre Jesús Cautiu (Santa Cruz de Tenerife) i Esperança Macarena de Santa Cruz de Tenerife.
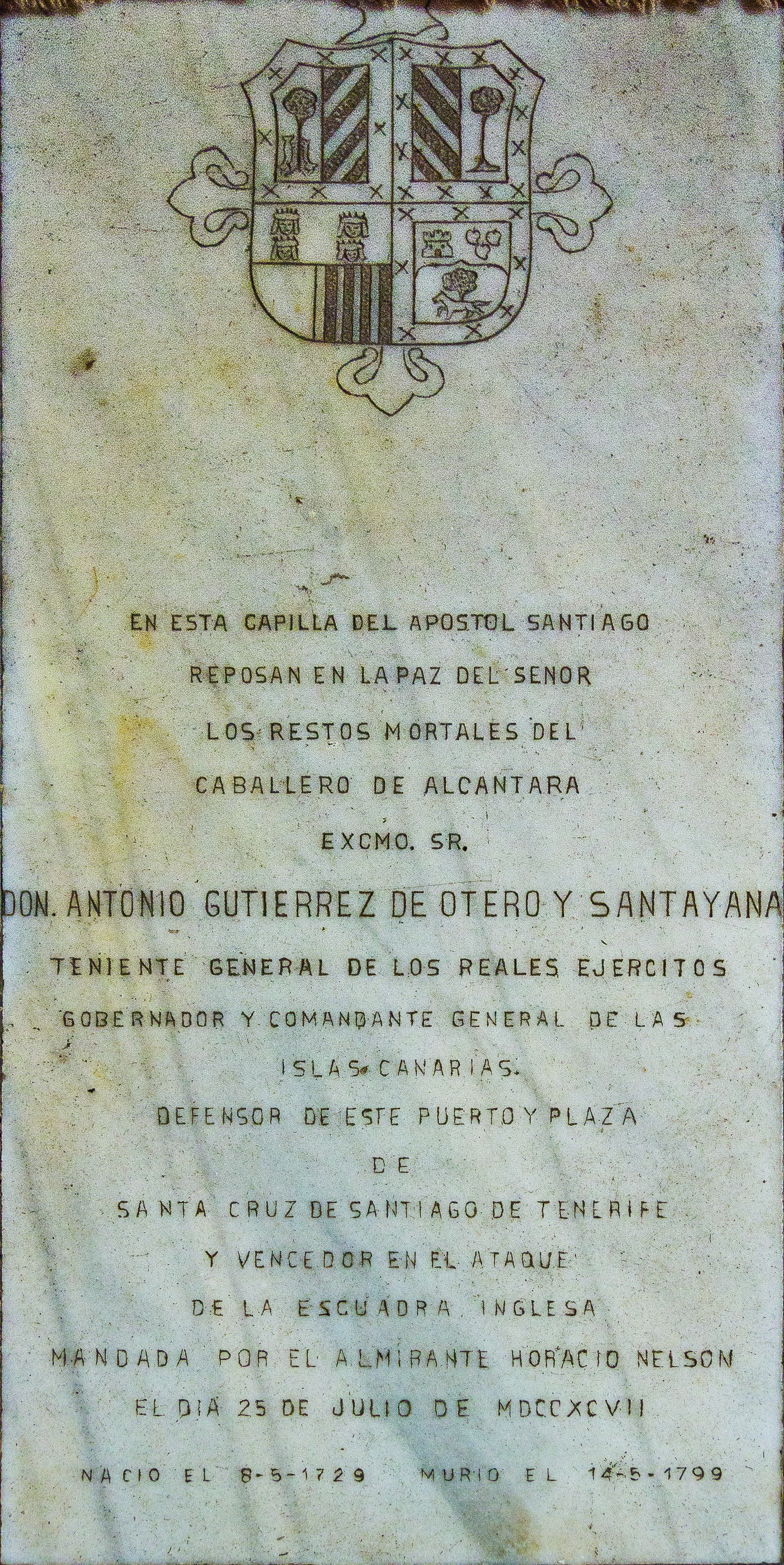
Làpida de Don Antonio Gutiérrez de Otero y Santayana, Governador General de les Illes Canàries.
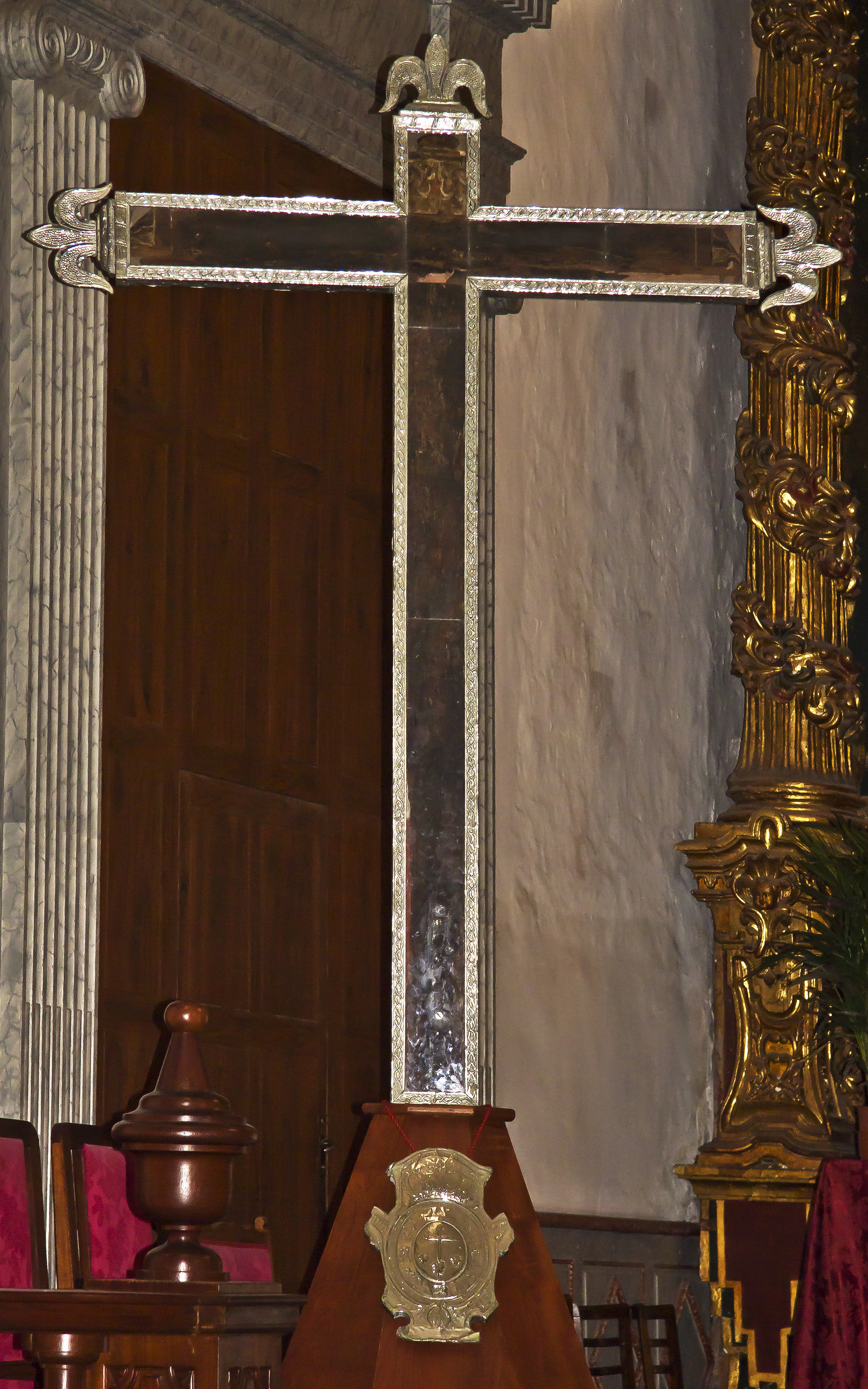
Santa Cruz Fundacional -Santa Cruz de Tenerife- que portava Alonso Fernández de Lugo quan va fundar la ciutat en 1494.
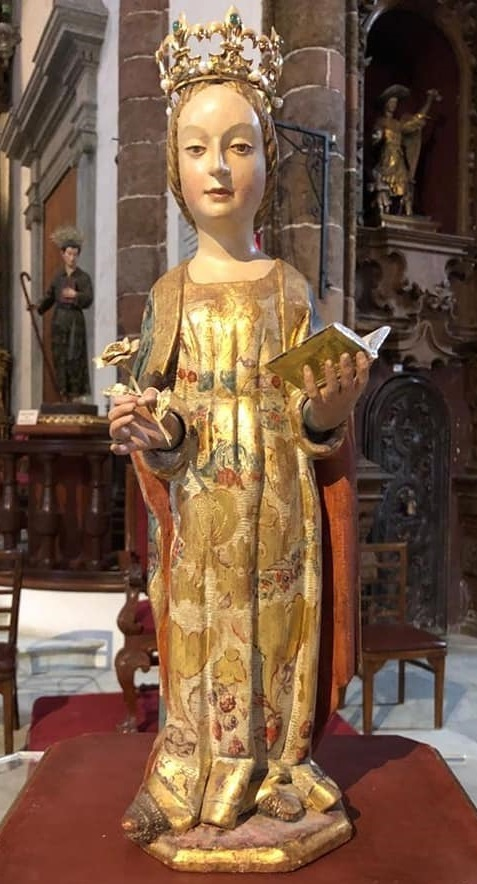
Imatge original de la Verge de la Consolació, la històrica patrona de Santa Cruz de Tenerife.